# Gwendoline Horemans
Gwendoline Horemans (* 16. September 1987 in Herentals, Belgien) ist eine belgische Volleyballspielerin.
Gwendoline Horemans spielte bei mehreren belgischen Vereinen, von 2005 bis 2007 bei Asterix Kieldrecht. Hier gewann sie zweimal in Folge den belgischen Pokal. Danach wollte sie in der Schweiz beim VBC Voléro Zürich spielen, wurde aber zunächst an den deutschen Bundesligisten USC Münster ausgeliehen. Ab 2008 hatte die Mittelblockerin dann einen Vertrag beim USC und spielte hier bis 2011. Danach ging sie zurück in ihr Heimatland zum VDK  Gent, mit dem sie 2013 die belgische Meisterschaft gewann. Anschließend wechselte Horemans zum Ligakonkurrenten Datovoc Tongeren.
Gwendoline Horemans spielte bisher 61-mal für die belgische Nationalmannschaft, mit der sie 2013 Zweite in der Europaliga wurde.